# 2695 Christabel
2695 Christabel este un asteroid din centura principală, descoperit pe 17 octombrie 1979 de Edward Bowell.